# Jadel Gregório

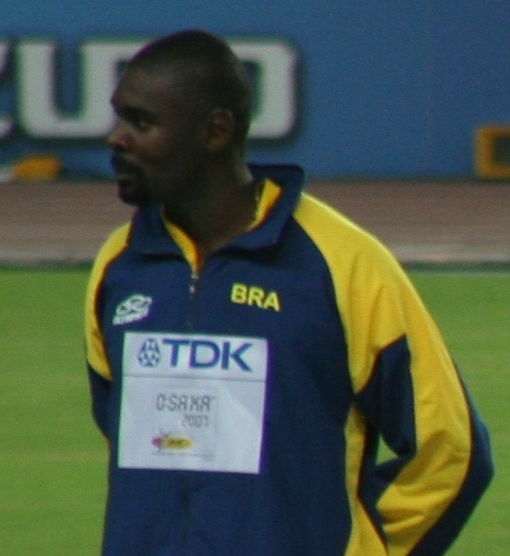
Jadel Gregório

Jadel Gregório (* 16. September 1980 in Jandaia do Sul, Bundesstaat Paraná) ist ein brasilianischer Dreispringer.
Der panamerikanische Juniorenmeister von 1999 gewann bei der Universiade 2001 die Bronzemedaille. 2003 wurde er bei den Hallenweltmeisterschaften in Birmingham Sechster, bei den Weltmeisterschaften in Paris/Saint-Denis Fünfter und gewann Silber bei den Panamerikanischen Spielen in Santo Domingo.
Einer weiteren Silbermedaille bei den Hallenweltmeisterschaften 2004 in Budapest folgte ein fünfter Platz bei den Olympischen Spielen in Athen. Im Jahr darauf wurde er bei den Weltmeisterschaften in Helsinki Sechster. Bei den Hallenweltmeisterschaften 2006 kam er erneut auf den Silberrang.
Sein bislang erfolgreiches Jahr war 2007. Am 20. Mai 2007 erzielte er in Belém eine Weite von 17,90 m und belegt damit in der Ewigen Weltrangliste den siebten Platz (Stand Juli 2008). Bei den Weltmeisterschaften 2007 in Osaka gewann er Silber und bei den Panamerikanischen Spielen in Rio de Janeiro Gold.
Jadel Gregório hat bei einer Größe von 2,00 m ein Wettkampfgewicht von 98 kg. Er lebt in São Paulo. Bei den Brasilianischen Meisterschaften startete er auch im Weitsprung und wurde 2002 und 2004 Landesmeister. Dort stellte er 2004 auch seine persönliche Bestleistung von 8,22 m auf.